# Phương Liên
Phương Liên là một phường thuộc quận Đống Đa, thành phố Hà Nội, Việt Nam.
Phường Phương Liên có diện tích 0,45 km², dân số năm 2022 là 17.693 người, mật độ dân số đạt 39.317 người/km².